# What in XXXTarnation
„What in XXXTarnation” – piosenka amerykańskich raperów XXXTentaciona oraz Ski Mask the Slump Goda. Piosenka została wydana jako singel z albumu Members Only, Vol. 3 zespołu Members Only. Utwór został wyprodukowany przez STAIN.

## Tło
„What in XXXTarnation” zostało po raz pierwszy wydane na koncie w serwisie SoundCloud XXXTentaciona, 17 kwietnia 2017 r., wraz z trzema innymi utworami, jako oficjalny singel został wydany dopiero 20 kwietnia 2017 r. Tekst piosenki opowiada o satyrycznych groźbach raperów w kierunku swoich wrogów. Piosenka została opisana jako „rapowa wersja żartu z pierdów” w artykule XXL, wymieniającym najlepsze piosenki XXXTentaciona. W 2019 roku Ski Mask samplował piosenkę w swoim singlu „Carbonated Water”.

## Twórcy
Zaadaptowano z serwisu Genius.
- XXXTentacion – wykonawca, autor tekstu
- Ski Mask the Slump God – wykonawca gościnny, autor tekstu
- STAIN – producent, kompozytor